# مدار ۴۲ درجه شمالی
الگو:Lcocation map-line
مدار ۴۲ درجه شمالی، دایره‌ای از عرض xxxg است که در ۴۲ درجهٔ شمالی. b eabch 21st qq a.,v.qb2.خط استوا von,q1قرار دارد. q q c.f.1c.f. bvbbvbb ::)

## گذر از مناطق
از نصف‌النهار مبدأ شروع می‌شود و به سمت مشرق ۴۲ درجه شمالی از موارد زیر گذر می‌کند:
| مختصات‌ها                                             | کشور، قلمرو یا دریا | توضیحات |
| ---------------------------------------------------- | ------------------- | --- |
| ۴۲°۰′ شمالی ۰°۰′ شرقی / ۴۲٫۰۰۰°شمالی ۰٫۰۰۰°شرقی      | اسپانیا             | گذرکردن از شمال خرنا |
| ۴۲°۰′ شمالی ۳°۱۱′ شرقی / ۴۲٫۰۰۰°شمالی ۳٫۱۸۳°شرقی     | مدیترانه            | |
| ۴۲°۰′ شمالی ۸°۳۹′ شرقی / ۴۲٫۰۰۰°شمالی ۸٫۶۵۰°شرقی     | فرانسه              | جزیرهٔ جزیره کرس |
| ۴۲°۰′ شمالی ۹°۲۷′ شرقی / ۴۲٫۰۰۰°شمالی ۹٫۴۵۰°شرقی     | مدیترانه            | دریای تیرنی |
| ۴۲°۰′ شمالی ۱۱°۵۸′ شرقی / ۴۲٫۰۰۰°شمالی ۱۱٫۹۶۷°شرقی   | ایتالیا             | |
| ۴۲°۰′ شمالی ۱۵°۰′ شرقی / ۴۲٫۰۰۰°شمالی ۱۵٫۰۰۰°شرقی    | دریای آدریاتیک      | |
| ۴۲°۰′ شمالی ۱۹°۹′ شرقی / ۴۲٫۰۰۰°شمالی ۱۹٫۱۵۰°شرقی    | مونته‌نگرو           | |
| ۴۲°۰′ شمالی ۱۹°۲۳′ شرقی / ۴۲٫۰۰۰°شمالی ۱۹٫۳۸۳°شرقی   | آلبانی              | |
| ۴۲°۰′ شمالی ۲۰°۳۷′ شرقی / ۴۲٫۰۰۰°شمالی ۲۰٫۶۱۷°شرقی   | کوزوو               | Partially recognised as an independent state - ادعا شده توسط صربستان |
| ۴۲°۰′ شمالی ۲۰°۴۶′ شرقی / ۴۲٫۰۰۰°شمالی ۲۰٫۷۶۷°شرقی   | مقدونیه شمالی       | Passing through اسکوپیه |
| ۴۲°۰′ شمالی ۲۲°۵۲′ شرقی / ۴۲٫۰۰۰°شمالی ۲۲٫۸۶۷°شرقی   | بلغارستان           | |
| ۴۲°۰′ شمالی ۲۶°۵۶′ شرقی / ۴۲٫۰۰۰°شمالی ۲۶٫۹۳۳°شرقی   | ترکیه               | |
| ۴۲°۰′ شمالی ۲۷°۲۵′ شرقی / ۴۲٫۰۰۰°شمالی ۲۷٫۴۱۷°شرقی   | بلغارستان           | |
| ۴۲°۰′ شمالی ۲۷°۵۱′ شرقی / ۴۲٫۰۰۰°شمالی ۲۷٫۸۵۰°شرقی   | ترکیه               | حدود 3 km |
| ۴۲°۰′ شمالی ۲۷°۵۳′ شرقی / ۴۲٫۰۰۰°شمالی ۲۷٫۸۸۳°شرقی   | بلغارستان           | |
| ۴۲°۰′ شمالی ۲۸°۲′ شرقی / ۴۲٫۰۰۰°شمالی ۲۸٫۰۳۳°شرقی    | دریای سیاه          | |
| ۴۲°۰′ شمالی ۳۳°۱۷′ شرقی / ۴۲٫۰۰۰°شمالی ۳۳٫۲۸۳°شرقی   | ترکیه               | |
| ۴۲°۰′ شمالی ۳۳°۳۴′ شرقی / ۴۲٫۰۰۰°شمالی ۳۳٫۵۶۷°شرقی   | دریای سیاه          | |
| ۴۲°۰′ شمالی ۳۴°۵۲′ شرقی / ۴۲٫۰۰۰°شمالی ۳۴٫۸۶۷°شرقی   | ترکیه               | |
| ۴۲°۰′ شمالی ۳۵°۷′ شرقی / ۴۲٫۰۰۰°شمالی ۳۵٫۱۱۷°شرقی    | دریای سیاه          | |
| ۴۲°۰′ شمالی ۴۱°۴۵′ شرقی / ۴۲٫۰۰۰°شمالی ۴۱٫۷۵۰°شرقی   | گرجستان             | |
| ۴۲°۰′ شمالی ۴۶°۵′ شرقی / ۴۲٫۰۰۰°شمالی ۴۶٫۰۸۳°شرقی    | روسیه               | داغستان - حدود 2 km |
| ۴۲°۰′ شمالی ۴۶°۷′ شرقی / ۴۲٫۰۰۰°شمالی ۴۶٫۱۱۷°شرقی    | گرجستان             | حدود 3 km |
| ۴۲°۰′ شمالی ۴۶°۹′ شرقی / ۴۲٫۰۰۰°شمالی ۴۶٫۱۵۰°شرقی    | روسیه               | داغستان |
| ۴۲°۰′ شمالی ۴۸°۲۰′ شرقی / ۴۲٫۰۰۰°شمالی ۴۸٫۳۳۳°شرقی   | دریای خزر           | |
| ۴۲°۰′ شمالی ۵۲°۲۷′ شرقی / ۴۲٫۰۰۰°شمالی ۵۲٫۴۵۰°شرقی   | قزاقستان            | |
| ۴۲°۰′ شمالی ۵۲°۴۸′ شرقی / ۴۲٫۰۰۰°شمالی ۵۲٫۸۰۰°شرقی   | ترکمنستان           | |
| ۴۲°۰′ شمالی ۵۴°۵۱′ شرقی / ۴۲٫۰۰۰°شمالی ۵۴٫۸۵۰°شرقی   | قزاقستان            | |
| ۴۲°۰′ شمالی ۵۶°۰′ شرقی / ۴۲٫۰۰۰°شمالی ۵۶٫۰۰۰°شرقی    | ازبکستان            | |
| ۴۲°۰′ شمالی ۵۷°۱۰′ شرقی / ۴۲٫۰۰۰°شمالی ۵۷٫۱۶۷°شرقی   | ترکمنستان           | |
| ۴۲°۰′ شمالی ۶۰°۰′ شرقی / ۴۲٫۰۰۰°شمالی ۶۰٫۰۰۰°شرقی    | ازبکستان            | |
| ۴۲°۰′ شمالی ۶۶°۰′ شرقی / ۴۲٫۰۰۰°شمالی ۶۶٫۰۰۰°شرقی    | قزاقستان            | |
| ۴۲°۰′ شمالی ۷۰°۲۰′ شرقی / ۴۲٫۰۰۰°شمالی ۷۰٫۳۳۳°شرقی   | ازبکستان            | |
| ۴۲°۰′ شمالی ۷۰°۵۰′ شرقی / ۴۲٫۰۰۰°شمالی ۷۰٫۸۳۳°شرقی   | قرقیزستان           | |
| ۴۲°۰′ شمالی ۷۹°۵۰′ شرقی / ۴۲٫۰۰۰°شمالی ۷۹٫۸۳۳°شرقی   | چین                 | سین‌کیانگ گانسو مغولستان داخلی |
| ۴۲°۰′ شمالی ۱۰۳°۳′ شرقی / ۴۲٫۰۰۰°شمالی ۱۰۳٫۰۵۰°شرقی  | مغولستان            | |
| ۴۲°۰′ شمالی ۱۰۵°۵۶′ شرقی / ۴۲٫۰۰۰°شمالی ۱۰۵٫۹۳۳°شرقی | چین                 | Inner Mongolia هبئی Inner Mongolia Hebei Inner Mongolia Hebei Inner Mongolia لیائونینگ Inner Mongolia Liaoning جی‌لین                                                                 |
| ۴۲°۰′ شمالی ۱۲۸°۳′ شرقی / ۴۲٫۰۰۰°شمالی ۱۲۸٫۰۵۰°شرقی  | کره شمالی           | Passing through کوه پکتو |
| ۴۲°۰′ شمالی ۱۲۸°۲۹′ شرقی / ۴۲٫۰۰۰°شمالی ۱۲۸٫۴۸۳°شرقی | چین                 | Jilin (حدود 8 km) |
| ۴۲°۰′ شمالی ۱۲۸°۳۴′ شرقی / ۴۲٫۰۰۰°شمالی ۱۲۸٫۵۶۷°شرقی | کره شمالی           | |
| ۴۲°۰′ شمالی ۱۳۰°۲′ شرقی / ۴۲٫۰۰۰°شمالی ۱۳۰٫۰۳۳°شرقی  | دریای ژاپن          | گذرکردن از جنوب Okushiri Island, ژاپن |
| ۴۲°۰′ شمالی ۱۴۰°۷′ شرقی / ۴۲٫۰۰۰°شمالی ۱۴۰٫۱۱۷°شرقی  | ژاپن                | جزیرهٔ هوکایدو |
| ۴۲°۰′ شمالی ۱۴۰°۵۳′ شرقی / ۴۲٫۰۰۰°شمالی ۱۴۰٫۸۸۳°شرقی | اقیانوس آرام        | |
| ۴۲°۰′ شمالی ۱۴۳°۹′ شرقی / ۴۲٫۰۰۰°شمالی ۱۴۳٫۱۵۰°شرقی  | ژاپن                | جزیرهٔ هوکایدو |
| ۴۲°۰′ شمالی ۱۴۳°۱۵′ شرقی / ۴۲٫۰۰۰°شمالی ۱۴۳٫۲۵۰°شرقی | اقیانوس آرام        | |
| ۴۲°۰′ شمالی ۱۲۴°۱۳′ غربی / ۴۲٫۰۰۰°شمالی ۱۲۴٫۲۱۷°غربی | ایالات متحده آمریکا | اورگن / کالیفرنیا border Oregon / نوادا border آیداهو / Nevada border Idaho / یوتا border وایومینگ نبراسکا آیووا ایلی‌نوی - passing through شیکاگو                                    |
| ۴۲°۰′ شمالی ۸۷°۳۹′ غربی / ۴۲٫۰۰۰°شمالی ۸۷٫۶۵۰°غربی   | دریاچه میشیگان      | |
| ۴۲°۰′ شمالی ۸۶°۳۳′ غربی / ۴۲٫۰۰۰°شمالی ۸۶٫۵۵۰°غربی   | ایالات متحده آمریکا | میشیگان |
| ۴۲°۰′ شمالی ۸۳°۱۱′ غربی / ۴۲٫۰۰۰°شمالی ۸۳٫۱۸۳°غربی   | دریاچه ایری         | |
| ۴۲°۰′ شمالی ۸۲°۵۸′ غربی / ۴۲٫۰۰۰°شمالی ۸۲٫۹۶۷°غربی   | کانادا              | انتاریو |
| ۴۲°۰′ شمالی ۸۲°۲۹′ غربی / ۴۲٫۰۰۰°شمالی ۸۲٫۴۸۳°غربی   | دریاچه ایری         | |
| ۴۲°۰′ شمالی ۸۰°۲۶′ غربی / ۴۲٫۰۰۰°شمالی ۸۰٫۴۳۳°غربی   | ایالات متحده آمریکا | پنسیلوانیا (Erie County) New York / Pennsylvania border نیویورک (ایالت) کانتیکت - عبور کردن از جنوب مرز با ماساچوست رود آیلند - عبور کردن از جنوب مرز با Massachusetts Massachusetts |
| ۴۲°۰′ شمالی ۷۰°۴۲′ غربی / ۴۲٫۰۰۰°شمالی ۷۰٫۷۰۰°غربی   | دماغه کاد           | |
| ۴۲°۰′ شمالی ۷۰°۵′ غربی / ۴۲٫۰۰۰°شمالی ۷۰٫۰۸۳°غربی    | ایالات متحده آمریکا | Massachusetts (دماغه کاد) |
| ۴۲°۰′ شمالی ۷۰°۲′ غربی / ۴۲٫۰۰۰°شمالی ۷۰٫۰۳۳°غربی    | اقیانوس اطلس        | |
| ۴۲°۰′ شمالی ۸°۵۳′ غربی / ۴۲٫۰۰۰°شمالی ۸٫۸۸۳°غربی     | اسپانیا             | |
| ۴۲°۰′ شمالی ۸°۳۹′ غربی / ۴۲٫۰۰۰°شمالی ۸٫۶۵۰°غربی     | پرتغال              | |
| ۴۲°۰′ شمالی ۸°۷′ غربی / ۴۲٫۰۰۰°شمالی ۸٫۱۱۷°غربی      | اسپانیا             | |